# Князь тьмы (фильм)
«Князь тьмы» (англ. Prince of Darkness) — американский фильм ужасов 1987 года режиссёра Джона Карпентера.
Премьера фильма состоялась 23 октября 1987 года.

## Сюжет
После внезапной смерти отца Калдера (Джесси Лоуренс Фергюсон) в его келье находят старинную шкатулку, в которой находился ключ. Калдер был последним настоятелем религиозной секты «Спящих братьев», которые в ещё незапамятные времена дали обет молчания, и которые всегда старались оградиться от внешнего мира.
Вскоре священник, чьё имя не упоминается (Дональд Плезенс), находит в подвале заброшенной лос-анджелесской церкви дверь, к которой подходит ключ Калдера, а за ней, в огромном зале, находился необычный сосуд. В этом сосуде-контейнере жила своей жизнью зеленоватая жидкость, возраст которой исчислялся семью миллионами лет. Эта субстанция, эманация зла на Земле (законсервированная сущность Антихриста, сына Сатаны), была заключена в сосуд в глубокой древности, и «Спящие братья» являлись её стражами. Древние знания и методы борьбы со злом были утеряны, так что герой Плезенса обращается за помощью к известному учёному, гениальному, но не признанному официальной наукой профессору физики Говарду Байреку (Виктор Вонг). Он соглашается изучить необычную жидкость, для чего берёт с собой необходимое оборудование, приглашает нескольких своих коллег (химика, микробиолога, историка и др.) и группу перспективных аспирантов его факультета. После предварительной подготовки вечером они съезжаются в старую церковь и разворачивают в ней современную лабораторию. И в тот же вечер начинаются первые странности.
Когда они уже находились внутри церкви, её плотным кольцом окружили мрачные и молчаливые люди под руководством некоего уличного бродяги (Элис Купер). Часть из них смотрела на церковь, а остальная часть на небо, где, по данным астрономов, произошло редкое явление. Свет взорвавшейся ещё до появления жизни на Земле сверхновой звезды только теперь достиг нашей планеты, и с этим, кстати, была связана и активизация движения зелёной жидкости в подвале церкви.
Профессор Байрек с группой исследователей подошли к изучению вселенского зла со строго научных позиций. И первые исследования показали, что возраст субстанции в сосуде-контейнере никак не меньше 7 миллионов лет, а сама она напоминает организованную жизнь, питающуюся сгустком направленной энергии. Но затем начались жуткие, трагические, а порой и фантастические события. Во-первых, всем им стал сниться одинаковый и необычный сон, в котором говорилось, что это является вовсе не сном, а направленной передачей из будущего, из 1999 года. Её цель — предотвратить приход Зла на Землю.
Во-вторых, необычная жидкость в контейнере стала воздействовать на людей. Первой её жертвой стала радиолог Сьюзан Кэбот (Энн Мари Говард), ставшая поборницей тёмных сил. Начались убийства, превращения других членов группы в зомби, а целью всего этого являлась студентка Келли (Сьюзан Блэнчард), ставшая Избранной. Ей в течение нескольких часов необходимо было видоизмениться и затем сквозь зеркало впустить в наш мир Принца тьмы.
Новому монстру и другим зомби пытались противостоять оставшиеся в живых профессор Байрек, отец Лумис, влюблённая пара Брайан Марш (Джеймсон Паркер) и Кэтрин Денфорт (Лиза Блант), а также молодой студент Уолтер (Дэннис Дан). И когда Келли уже вытащила из зеркала когтистую лапу демона, Кэтрин Денфорт бросилась к ней, и они вместе влетели внутрь зеркала, а отец Лумис, бросив пожарный топор, разбивает стекло. Враг не прошёл благодаря самопожертвованию молодой девушки, мир был спасён и зло отступило, бродяги у церкви разошлись, а Брайан Марш потерял лишь недавно приобретенную любовь.
В конце фильма снова появляются кадры направленного послания из будущего. Двери церкви, как и в первый раз, открываются, сопровождаемые словами о попытках предотвратить рождение зла. Только теперь в обличии зла, пришедшего на Землю, появляется Кэтрин.

## В ролях
- Дональд Плезенс — священник
- Виктор Вонг — профессор Говард Байрак
- Лиза Блаунт — Кэтрин Данфорт
- Энн Мари Ховард — Сьюзан Кэбот
- Дирк Блокер — Миллиус
- Джесси Лоуренс Фергюсон — Колдер
- Питер Джейсон — доктор Пол Лейхи
- Элис Купер — Уличный псих

## Производство
15 мая 1987 года Джон Карпентер заключил контракт с компанией Alive Films на создание серии из четырёх малобюджетных фильмов, первым из которых стал «Князь тьмы». По контракту Карпентеру предоставлялось по 3 млн долларов на каждый фильм и полная творческая самостоятельность.
Съёмки фильма начались в середине мая 1987 года в Лос-Анджелесе, и 25 июня того же года производство фильма было завершено.

## Признание
В 1988 году фильм завоевал «Приз критики» на Международном фестивале фантастического кино в Авориазе.
Он также выдвигался на премию «Сатурн» в номинации «Лучшая музыка» (англ. Best Music).